# Euskal Batasuna
Euskal Batasuna (EB, Unidad Vasca) fue un partido político del País Vasco francés de ideología abertzale y de izquierdas. Se diferenciaba de otros agentes abertzales de izquierdas vascofranceses por su rechazo de la violencia del grupo terrorista Iparretarrak y su apoyo a los postulados de Herri Batasuna (HB) en el País Vasco español. Fue uno de los partidos creadores de la coalición Abertzaleen Batasuna (AB).
Se presentó a las elecciones legislativas de 1988, pero sus malos resultados hicieron reorientarse hacia la búsqueda de acuerdos políticos con otras fuerzas del nacionalismo vasco. En 1992 se presentó a las elecciones cantonales con Ezkerreko Mugimendu Abertzalea (EMA), bajo las siglas del Mouvement Unitaire Abertzale (MUA), y finalmente se integró en la coalición Abertzaleen Batasuna (AB), junto con EMA y Eusko Alkartasuna (EA), de cara a las legislativas de ese año. En 1994 firmó junto con HB, EMA y Herriaren Alde (HA) un acuerdo de colaboración. Ese mismo año se presentó a las elecciones europeas dentro de la candidatura de la Federación de Regiones y Pueblos Solidarios.